# Chris Killen (Autor)
Chris Killen (* 1981) ist ein britischer Schriftsteller.  

## Leben
Chris Killen wuchs in Kenilworth, Warwickshire auf. Er studierte Englisch an der Nottingham Trent University und schloss das Studium mit einem M.A. in  Creative Writing an der University of Manchester ab.
Er jobbte bei der Buchhandelskette Waterstone’s in Manchester und legte 2009 seinen ersten Roman, The bird room, vor. 2013 wirkte er an der Filmproduktion von Wizard's Way mit, 2015 erschien sein zweiter Roman, In Real Life.

## Werke
- The bird room. Edinburgh : Canongate, 2009
  - Das Vogelzimmer : Roman. Aus dem Engl. von Henning Ahrens. Köln : Kiepenheuer & Witsch 2009
- In Real Life. Edinburgh : Canongate, 2015